# Kára (valkyrie)

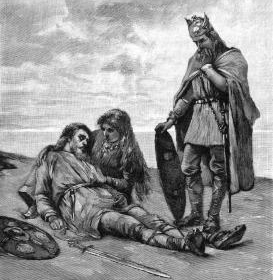
Helgi, Sváva et Heðinn. Illustration de Fredrik Sander 1893 Édition suédoise de l'Edda poétique

Kára  (vieux norrois pour « sauvage »)  est une valkyrie dans la mythologie nordique.
Elle est mentionnée dans l'épilogue en prose du poème Helgakviða Hundingsbana II, où elle est décrite comme la réincarnation de la valkyrie Sigrún Hǫgnadóttir. Dans la version imprimée, datant d'après l'évangélisation, il est écrit que dans les temps anciens les gens croyaient  à la réincarnation et pensaient que la défunte walkyrie Sigrún et son amant Helgi s'étaient réincarnés en Kára Hálfdanardóttir et Helgi Haddingjaskati.
Selon le prologue de l'Edda Helgakviða Hjörrvarðsson, Kára serait la troisième réincarnation de la walkyrie Sváfa Eylimadóttir. Elle avait pour amant Helge Hjorvardson, qu' « elle défendait souvent dans ses combats ».

## Étymologie
Deux étymologies sont possibles pour "kára", qui peut signifier soit le « sauvage » (vieux norrois de afkárr, « sauvage ») ou « bouclés » (vieux norrois de Karr).